# NEMO (Museum)
Koordinaten: 52° 22′ 26,8″ N, 4° 54′ 44,6″ O

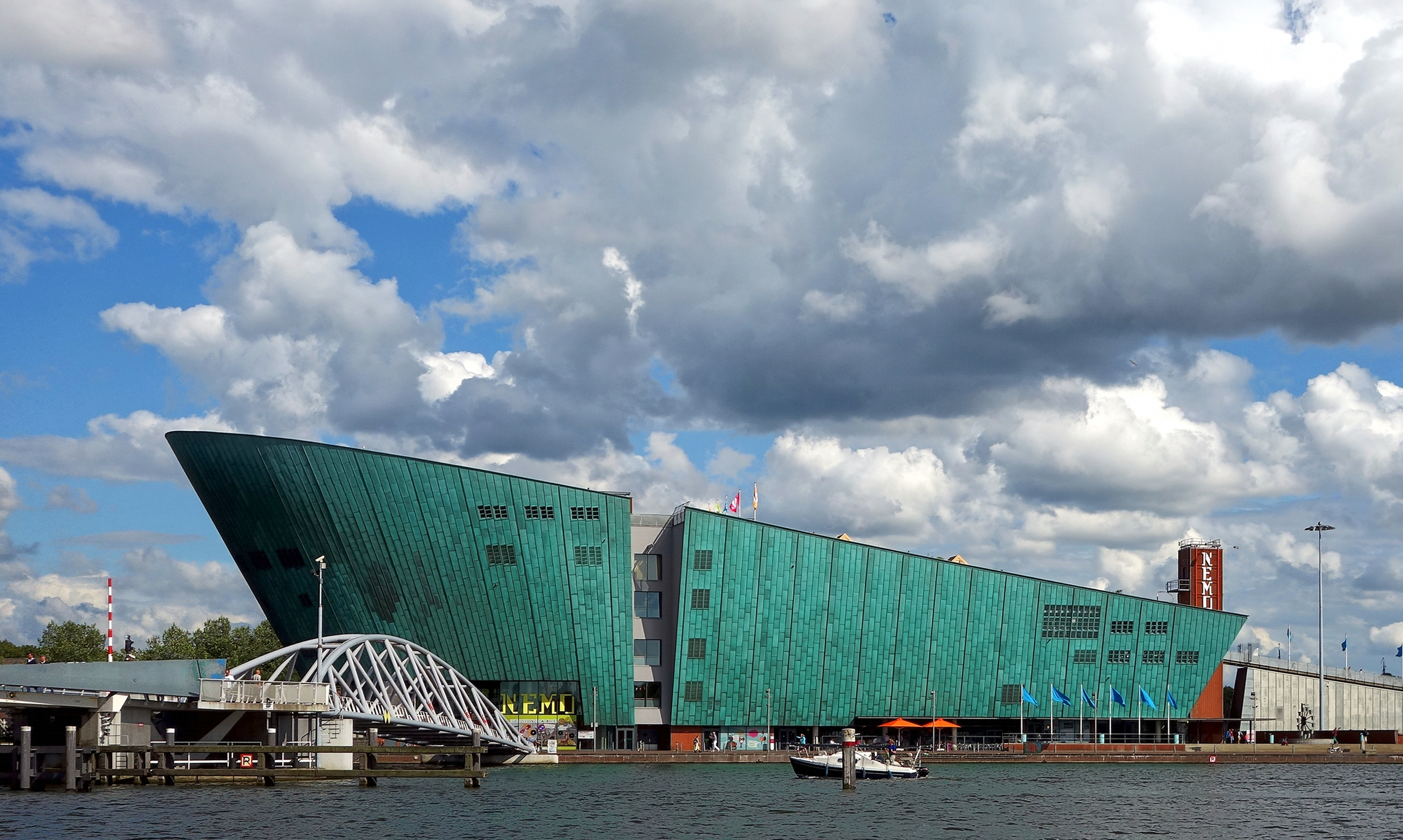
Die Nordseite des NEMO

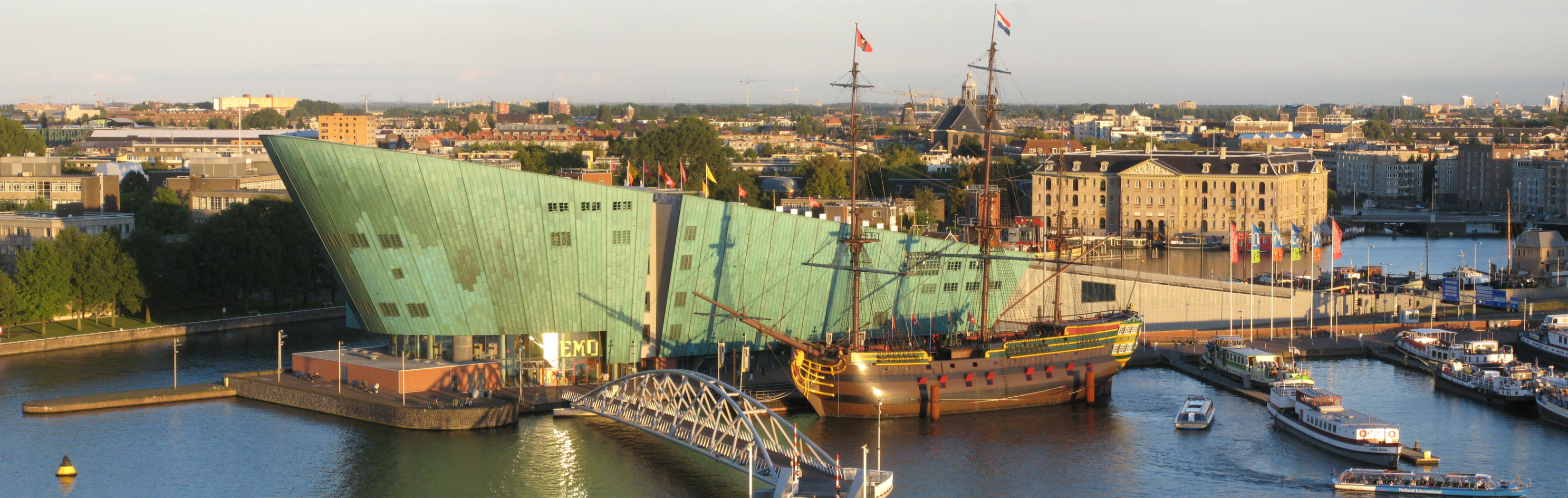
Vor dem NEMO-Gebäude liegt das Handelsschiff Amsterdam, das Gebäude rechts dahinter ist das Niederländische Schifffahrtsmuseum.

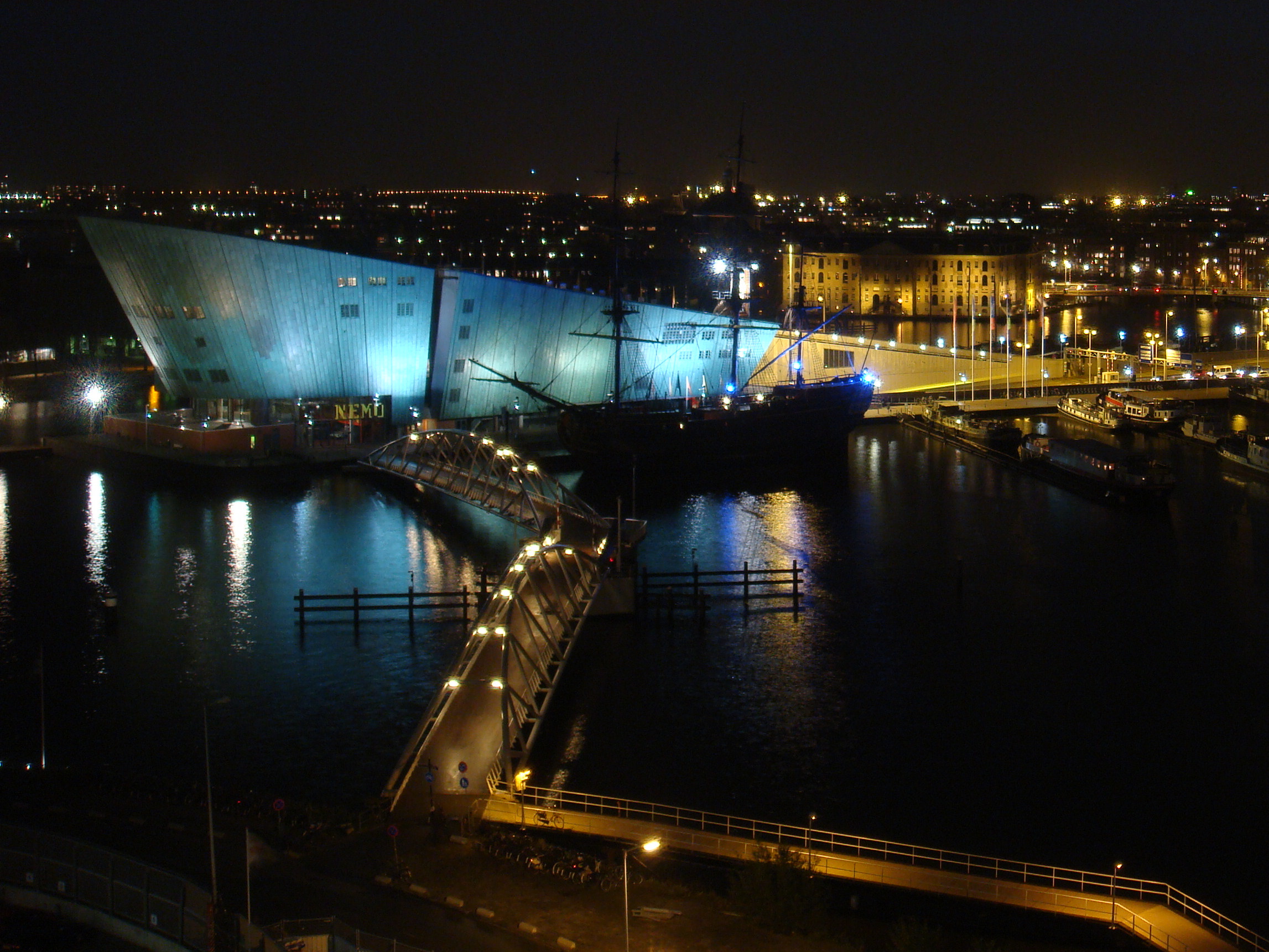
NEMO bei Nacht

NEMO ist ein Science Center in Amsterdam in der Nähe des Hauptbahnhofes. Das 1997 erbaute und von Renzo Piano entworfene Gebäude steht auf den Fundamenten des IJtunnels. Es bildet den Eingang des Tunnels und wird – wohl beabsichtigt – oft mit einem Schiff verglichen. Das Dach ist ein beliebter Treff- und Aussichtspunkt. Picknicke sind ausdrücklich erlaubt. Wenn sich nur wenige Besucher im Museum aufhalten, ist das Dach auch für Nichtbesucher geöffnet.
Das Science Center öffnete an dieser Stelle 1997 unter dem Namen „New Metropolis“ und wurde 2000 nach finanziellen Problemen umbenannt. 300.000 Besucher sollen das NEMO pro Jahr besuchen.
Die Ausstellung enthält auf vier Ebenen Exponate aus allen Wissenschaftsbereichen. Im Vordergrund stehen dabei Experimente zum Anfassen sowie technische und biologische Aufklärung für Kinder.